# Pascal Martinot-Lagarde
Pascal Martinot-Lagarde (* 22. září 1991, Saint-Maur-des-Fossés) je francouzský atlet, specializující se na krátké překážkové běhy, mistr Evropy v běhu na 110 metrů překážek z roku 2018.

## Sportovní kariéra
V roce 2010 se stal juniorským mistrem světa v běhu na 110 metrů překážek. O dva roky později, už mezi dospělými, vybojoval bronzovou medaili na halovém mistrovství světa v běhu na 60 metrů překážek. na evropském halovém šampionátu v roce 2013 skončil rovněž třetí. V sezóně 2014 se stal halovým vicemistrem světa na 60 metrů překážek. Na mistrovství Evropy v Curychu v srpnu 2014 doběhl do cíle finále na 110 metrů překážek třetí. O rok později se stal halovým mistrem Evropy v běhu na 60 metrů překážek. Pod širým nebem získal titul evropského šampiona v běhu na 110 metrů překážek v roce 2018.

## Osobní rekordy
- Běh na 110 metrů překážek - 12,95 (2014)
- Běh na 60 metrů překážek – 7,45 (2014) (hala)